# Las consecuencias (película)
Para la película eslovena de 2018 "Consecuencias", véase "Posledice (película)"
Las consecuencias es una película dramática española de 2021 dirigida por Claudia Pinto Emperador y protagonizada por Juana Acosta y Alfredo Castro.

## Sinopsis
En un viaje a una pequeña isla volcánica, Fabiola (Juana Acosta) se convierte en espía de su hogar. No tiene evidencias ni certezas, pero su intuición le dice que no todo es lo que parece. Se debate entre el miedo a lo que puede encontrar y la necesidad de obtener respuestas. ¿Hasta dónde hurgar en la intimidad de los demás? ¿Hasta dónde mentir para proteger a la gente que quieres?

## Reparto
- Juana Acosta como Fabiola
- Alfredo Castro como César
- María Romanillos como Gabi
- Héctor Alterio como César
- Carme Elías como Teresa
- Christian Checa como Martín
- Sonia Almarcha como Jimena

## Producción
Es una producción de Sin Rodeos Films, Las Consecuencias AIE y Érase una vez Films de España, en coproducción con N279 Entertainment de Holanda y Potemkino de Bélgica. Recibió el apoyo al Desarrollo de Ibermedia en la Convocatoria 2015 y obtuvo para su realización el Premio Eurimages a la Coproducción y el Premio Eurimages al Desarrollo en el Foro de Coproducción del Festival de San Sebastián. También fue seleccionada por el Marché du Film de Cannes para participar en el Producers Network de Ventana Sur. La película cuenta con la participación de Televisión Española, el apoyo de la televisión autonómica valenciana À Punt Mèdia, la Televisión de Cataluña, los fondos del Institut Valenciá de Cultura, de The Netherlands Film Fund, de Crea SGR y el respaldo de Cima Mentoring.

## Rodaje
La película se rodó en las islas La Gomera y La Palma, y en la ciudad de Valencia entre mayo y junio de 2019.

## Estreno
La película participó y se preestrenó en el Festival de Málaga Cine en Español, optando a la Biznaga de Oro. En mayo se anuncia la fecha de lanzamiento de la película en cines, el 10 de septiembre de 2021.

## Premios y nominaciones
| Premio                                    | Categoría                                                      | Receptor(es)      | Resultado |
| ----------------------------------------- | -------------------------------------------------------------- | ----------------- | --------- |
| Festival de Málaga Cine en Español (2021) | Biznaga de Oro a la Mejor Película                             | Las consecuencias | Nominada  |
| Festival de Málaga Cine en Español (2021) | Biznaga de Plata a la mejor interpretación femenina de reparto | María Romanillos  | Ganadora  |
| Festival de Málaga Cine en Español (2021) | Biznaga de Plata. Premio especial del jurado de la crítica     | Las consecuencias | Ganadora  |